# Cabeza del Caballo
Cabeza del Caballo è un comune spagnolo di 437 abitanti situato nella comunità autonoma di Castiglia e León.